# Káto Polemídia
Káto Polemídia (grec moderne : Κάτω Πολεμίδια, n. pl.) est une municipalité de Chypre ayant en 2011 22 369 habitants.